# アッシュカリー
アッシュカリーまたはアッシュカリーヤ (Ashkali, Aschkali, Hashkali, Ашкалије (Aškalije), Хашкалије (Haškalije)) は、ヨーロッパの民族集団。コソボとその周辺の国々、セルビア、モンテネグロ、アルバニア、北マケドニア共和国などに住み、アルバニア語を話す。
ロマとアルバニア人の混血、もしくは、アルバニア化されたロマとされることもあり、アッシュカリーが住む多くの国では「ジプシー」に相当する語でロマと共に一括される。しかし、アッシュカリー自身はロマと同一視されることを好まない。
特に、アッシュカリーの中には、自分たちをアレクサンドロス3世（大王）のエジプト人部隊の子孫だと主張し、エジプト人（エジプシャン）と自称する人たちがいる。彼らは、自分たちがインド系のロマと同起源であることをはっきりと否定する。なお、彼らを本来のエジプト人と区別するため、コソヴォ・エジプシャンとも呼ぶ。
このようにロマとの同一視を避ける一因は、ロマに対する人種差別や民族浄化を回避するためだと言われる。ただし、決してアッシュカリーがそれらを避けられたわけではない。
本来はコソボが主要な居住地域だったが、コソボ紛争とそれに伴うアルバニア系住民などによる民族浄化により、コソボのアッシュカリーの約半数（正確な統計は無い）が難民ないし避難民となり、コソボの外で生活している。